# Nardia macroperiantha
Nardia macroperiantha là một loài Rêu trong họ Jungermanniaceae. Loài này được Y.H. Wu & C. Gao mô tả khoa học đầu tiên năm 2003.